# Philodemos von Gadara
Philodemos von Gadara, deutsch meist Philodem (altgriechisch Φιλόδημος Philódēmos; * um 110 v. Chr. in Gadara; † um 40–35 v. Chr. wohl in Herculaneum) war ein hellenistischer epikureischer Philosoph und Dichter.

## Leben
Philodemos war Schüler des Zenon von Sidon im Athener Kepos. Bevor er um 86 v. Chr. nach Athen ging, weilte er einige Zeit in Alexandria. Nach seiner Athener Lehrzeit ließ er sich in Italien nieder. Er war mit Antiochos von Askalon und Lucius Calpurnius Piso Caesoninus, dem Vater von Calpurnia, der Frau Gaius Iulius Caesars, befreundet. Piso war auch ein Ziel der Schmähreden Ciceros, der Philodemos nicht nur negativ sah (In Pisonem, 68–70).
Er war mit Vergil in Kontakt und beeinflusste Horaz in dessen Ars Poetica.

## Werke

Fragment der Academica des Philodemos (Papyrus Herculanensis 1021, Spalte 17 der Oxforder Abschrift)

Die Anthologia Palatina, eine antike Sammlung von Gedichten, enthält 34 Gedichte von Philodemos, deren Inhalt hauptsächlich erotisch ist.
In der Villa dei Papiri bei Herculaneum wurde eine umfangreiche griechische Bibliothek mit Werken meist philosophischen Inhalts gefunden. Ein erheblicher Teil dieser sogenannten Herculanensischen Papyri ist der epikureischen Schule zuzurechnen, unter diesen zahlreiche bis dahin unbekannte Werke des Philodemos, was die These stützt, Piso sei der Besitzer der Villa dei Papiri gewesen und bei der Bibliothek handle es sich um diejenige des Philodemos.
Die in Herculaneum gefundenen Werke des Philodemos befassen sich mit einem breiten Spektrum von Themen, darunter Musik, Rhetorik und Ethik. Eine der dort gefundenen Schriften (Über die Verleumdung, Papyrus Herculanensis Paris 2) liefert durch ihre Widmung den Nachweis der Verbindungen zwischen dem Kreis des Philodemos und dem Kreis des Philosophen Siron, zu dem neben Vergil dessen Freunde Plotius Tucca, Lucius Varius Rufus und Quinctilius Varus gehörten.

## Ausgaben, Kommentare und Übersetzungen
Chronologisch aufsteigend geordnet:
- Johannes Kemke: Philodemi de musica librorum quae exstant. Leipzig 1884 (Digitalisat bei archive.org).
- Harry M. Hubbel: The Rhetorica of Philodemus. Translation and Commentary. In: Transactions of the Connecticut Academy of Arts and Sciences 23 (1920), S. 243–382, online.
- Philodemus: On Methods of Inference. A Study in Ancient Empiricism. Edited with translation and commentary by Phillip Howard DeLacy and Estelle Allen DeLacy. American philological association, Philadelphia, Pa. 1941. Zweite Auflage: Bibliopolis, Neapel 1978.
- Annemarie Jeanette Neubecker: Philodemus: Über die Musik, IV. Buch. Text, Übersetzung und Kommentar (= La scuola di Epicuro. Band 4). Bibliopolis, Neapel 1986, ISBN 978-88-7088-119-6.
- Konrad Gaiser: Philodems Academica. Die Berichte über Platon und die Alte Akademie in zwei herkulanensischen Papyri. Frommann-Holzboog, Stuttgart-Bad Cannstatt 1988, ISBN 3-7728-0971-5 (Edition mit deutscher Übersetzung und Kommentar).
- Tiziano Dorandi: Filodemo: Storia dei filosofi. Platone e l’Academia (PHerc. 1021 e 164) (= La Scuola di Epicuro. Bd. 12). Bibliopolis, Neapel 1991, ISBN 88-7088-275-8 (kritische Edition mit italienischer Übersetzung und Kommentar).
- Dirk Obbink: Philodemus on Piety. Part 1. Oxford University Press, Oxford 1996. Kritische Ausgabe mit englischer Übersetzung und Kommentar.
- Diskin Clay, Clarence Glad, David Konstan, Johan Thom und James Ware: Philodemus on Frank Criticism. Introduction, Translation and Notes. Atlanta 1998
- Richard Janko: Philodemus on Poems. Oxford University Press, Oxford (kritische Edition mit englischer Übersetzung und Kommentar).
  - Book 1. 2001, ISBN 0-19-815041-5,
  - Books 3–4. 2010, ISBN 978-0-19-957207-6.
  - Book 2, with the Fragments of Heracleodorus and Pausimachus. 2020.
- Daniel Delattre: Philodème de Gadara. Sur la musique: livre IV (= Collection Budé. Série grecque, Band 457). Les Belles Lettres, Paris 2007, ISBN 978-2-251-00540-9.
- Daniel Delattre: Philodème de Gadara. Sur la Mort: livre IV (= Collection Budé. Série grecque, Band 565). Les Belles Lettres, Paris 2022, ISBN 978-2-251-00648-2.
- Kilian Fleischer: Philodem, Geschichte der Akademie. Einführung, Ausgabe, Kommentar (= Papyri graecae herculanenses. Band 1). Brill, Leiden/Boston 2023, ISBN 978-90-04-54653-0.